# Polypedates zed
Espèce
Synonymes
- Rhacophorus zed Dubois, 1987 "1986"

Statut de conservation UICN

 DD  : Données insuffisantes
Polypedates zed est une espèce d'amphibiens de la famille des Rhacophoridae.

## Répartition
Cette espèce est endémique de l'Est du Népal. Elle se rencontre entre 100 et 300 m d'altitude au pied de l'Himalaya,. 
Sa présence est incertaine en Inde.

## Étymologie
Cette espèce est nommée en référence à la dernière lettre de l'alphabet latin moderne, Z, car cette espèce n'a été découverte qu'à la fin de l'ultime des 4 missions au Népal de l'auteur.

## Publication originale
- Dubois, 1987 "1986" : Miscellanea taxinomica batrachologica (I). Alytes, vol. 5, no 1, p. 7-95 (« texte intégral »(Archive.org • Wikiwix • Archive.is • Google • Que faire ?)).